# Notolaemus picinus
Notolaemus picinus is een keversoort uit de familie dwergschorskevers (Laemophloeidae). De wetenschappelijke naam van de soort werd in 1923 gepubliceerd door Antoine Henri Grouvelle.